# Dvärguv
För ugglesläktet Otus, se dvärguvar.
Dvärguv (Otus scops) är en liten uggla i släktet Otus som till största delen häckar i Palearktis. Arten minskar i antal, men beståndet är livskraftigt. Fågeln är en mycket sällsynt gäst norr om sitt utbredningsområde, med ett tiotal fynd i Sverige.

## Utseende
Dvärguven är en liten uggla som mäter cirka 19 centimeter. Hanen väger 75-80 gram och honan 90-95 gram.
Den är ganska enfärgat brun eller grå med ljusa skulderband med orange ögon. Den är mycket lik blek dvärguv (Otus brucei), men denna har ljusare fjäderdräkt (mer gråbeige än brun), tydligare längsstreckning under men svag tvärvattring (omvänt hos dvärguven), beigea band på skuldrorna ("hängslen") istället för vita samt avsaknad av vita prickar på rygg och panna.

## Läten
Dvärguvens vanligaste läte är ett kort och djupt "tjo(k)" som upprepas varannan till var tredje eller var fjärde sekund. Jämfört med barnmorskegrodan är tonerna mer melodiska och något längre.

## Utbredning och systematik
Merparten av dvärguvspopulationen är flyttfåglar. Den häckar i södra Europa, nordvästra Afrika och mellersta Asien så långt söderut som Jordanien, Irak, Iran, Afghanistan och Pakistan, och så långt österut som Mongoliet och Kina. Merparten övervintrar i Afrika söder om Sahara i Sahelregionen norr om ekvatorn. Dock är övervintringsområdena inte helt kända. En liten del av populationen runt Medelhavet är stannfåglar och arten förekommer vintertid i södra Spanien, Italien, Grekland och Cypern, och i norra Afrika i Marocko, Algeriet och Tunisien.

### Underarter
Dvärguven delas vanligtvis upp i fem till sex underarter, beroende på auktoritet:
- europeisk dvärguv[8] Otus scops scops – häckar från Frankrike och öar i Medelhavet till Volga, i Grekland och Transkaukasus.
- Otus scops pulchellus – häckar från Volga till Bajkalsjön och söderut till Altaj och bergskedjan Tien Shan.
- Otus scops mallorcae – förekommer på Iberiska halvön, på Balearerna och i nordvästra Afrika.
- Otus scops cycladum – häckar i södra Grekland och på Kreta, Mindre Asien, Israel, södra Turkiet och Jordanien.
- Otus scops turanicus – häckar från Irak och Iran till nordvästra Pakistan.

Cyperndvärguven (Otus cyprius) behandlades tidigare som en underart till dvärguven, men urskiljs numera oftast som egen art.

### Förekomst i Sverige
Det finns elva godkända fynd av dvärguv i Sverige, det första i juli 1943 i Karlshamn, Blekinge. Tre av fynden har gjorts på Gotland.

## Ekologi

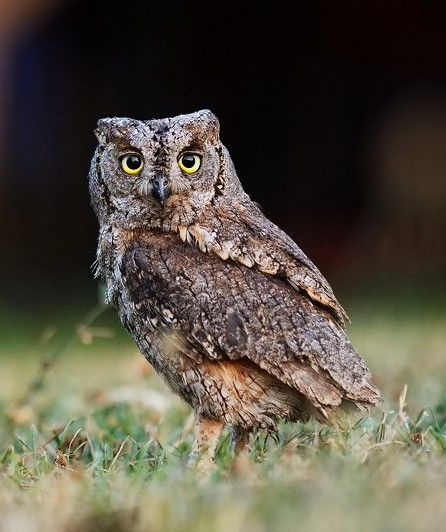
Dvärguv fotograferad i Serbien.

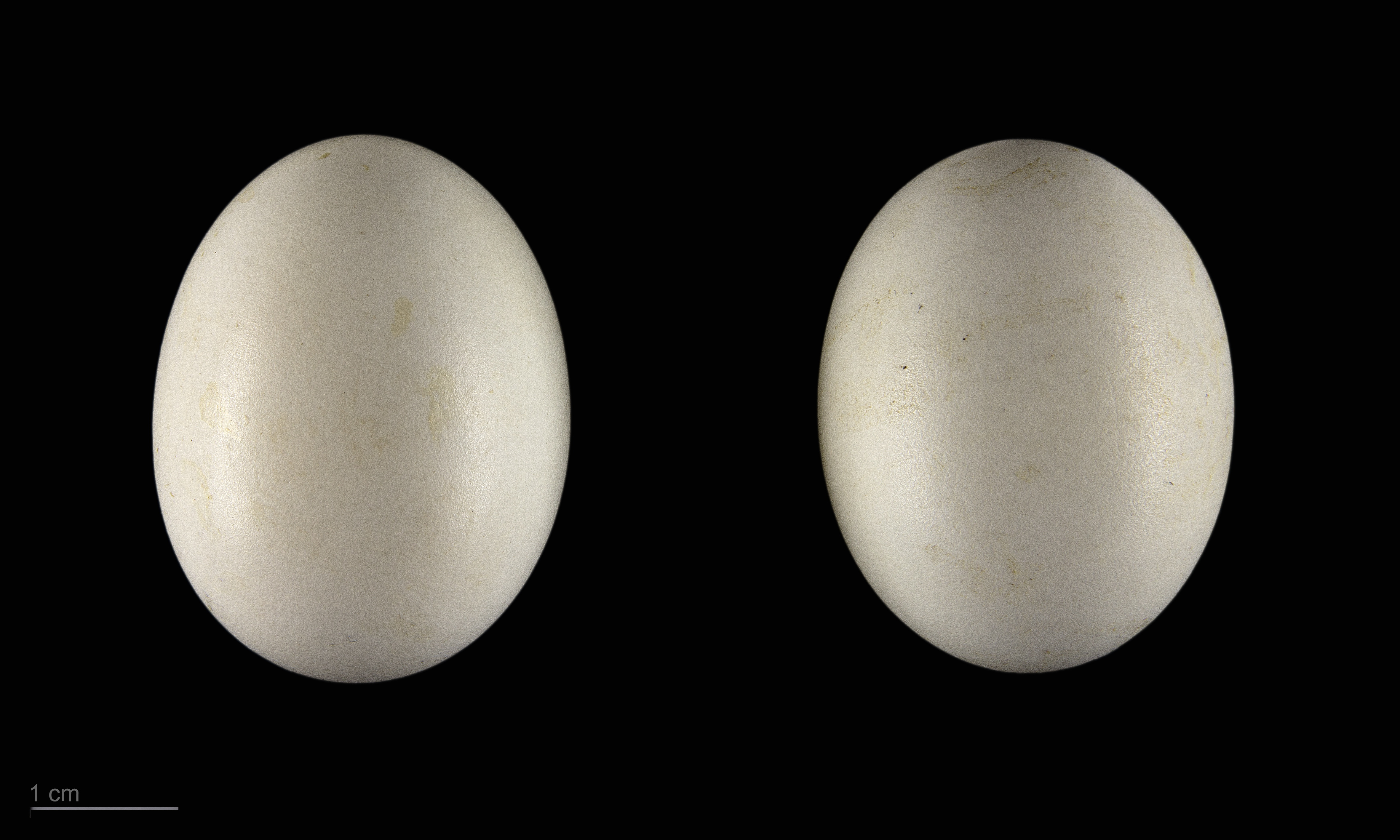
Ägg från dvärguv.

Dvärguven häckar i löv- och blandskog, i jordbruksbygd, skogiga låglänta bergstrakter men även i stadsparker och på kyrkogårdar. Den placerar sitt bo i trädhål eller byggnader men kan även överta gamla bon från andra fåglar. Den lägger en kull om året med 4-5 vita ägg som mäter 31 millimeter, och som ruvas av honan i 24-25 dagar. Ungarna tas om hand av båda föräldrarna i 21-29 dagar innan de är flygga. Dvärguven livnär sig mestadels av insekter men kan även ta mindre ryggradsdjur.

## Status och hot
Arten har ett stort utbredningsområde och en stor population, men tros minska i antal, dock inte tillräckligt kraftigt för att den ska betraktas som hotad. Internationella naturvårdsunionen IUCN kategoriserar därför arten som livskraftig (LC). Världspopulationen uppskattas till mellan 79 .000 och 1,4 miljoner vuxna individer.